# Игра (фильм, 1997)
«Игра» (англ. The Game) — психологический триллер Дэвида Финчера на тему игры в альтернативной реальности. Хотя сначала фильм должен был стать следующей работой Финчера после фильма «Чужой 3» (1992), но по причине занятости режиссёра работой над триллером «Семь» (1995), его закончили только в 1997 году. В сентябре того же года он вышел в прокат и собрал более 109 млн долларов, что в сравнении с бюджетом (около 70 млн долларов) стало слабым результатом.
В центре сюжета картины история очень богатого банкира Николаса Ван Ортона, которого преследуют тяжёлые воспоминания прошлого. Его жизнь однообразна и лишена эмоций. По предложению своего брата Конрада, он решает сыграть в специфическую игру. В дальнейшем эта игра кардинально изменит судьбу главного героя, превратив его жизнь в сплошной хаос и поставив под угрозу всё, что он имеет. Главные роли в фильме исполнили Майкл Дуглас, Шон Пенн и Дебора Кара Ангер.
Хотя первоначально фильм критики восприняли неоднозначно, в дальнейшем о нём стали отзываться значительно теплее. Главными его темами является одиночество, перерождение, поднимаются вопросы природы реальности и возможностей манипулирования ею, контроля человека над своей жизнью и управление человеком. Некоторые критики считают, что если бы фильм вышел на 20 лет позже, его приняли бы гораздо лучше, потому что многое из того, что изображено в «Игре», в частности, потеря контроля, фейки и обман, влияние компаний (особенно в интернете) на выбор лица, неоднозначность, которая вокруг и с которой нужно жить, — всё это более актуально для следующих десятилетий, чем для 1997 года.
Теглайн: The Game…You Just Lost (Игра, которую ты… проиграл)

## Сюжет
Николас Ван Ортон, богатый инвестиционный банкир, несмотря на полное финансовое благополучие, довольно одинокий человек. Он живёт в роскошном семейном поместье в Калифорнии, круг его общения ограничен домоправительницей Ильзой. С бывшей женой и дочерью он общается редко, младшего брата Конрада не видит годами (тем более, что последний неоднократно лечился от наркозависимости и в делах компании не принимает участия.) Николаса преследуют воспоминания о самоубийстве отца, который в возрасте 48 лет спрыгнул с крыши фамильного особняка прямо во время празднования дня рождения старшего сына. В день 48-летия Николаса появляется Конрад, назначает ему встречу в ресторане и делает странный подарок — сертификат на пользование услугами фирмы «Служба развлечений» (англ. Consumer Recreation Services, CRS), предлагающей своим клиентам сыграть в некую Игру. Конрад обещает, что Игра изменит жизнь его брата, как изменила его собственную жизнь. Николас посещает офис CRS, подаёт заявление и, пройдя длительную и тяжёлую серию медицинских и психологических обследований, даёт своё согласие принять участие в этой Игре. Сам Николас полон сомнений и скепсиса, но в клубе случайно слышит отрывки беседы двух незнакомых коллег-банкиров в дорогом клубе, в которой упоминается CRS. Они рассказывают, что уже играли, и завидуют Ван Ортону, которому это только предстоит. Вскоре Николасу поступает звонок, где ему сообщают, что его ходатайство на участие в Игре отклонено, чем вызывают неподдельное раздражение Ван Ортона.
Вскоре Николас начинает замечать признаки того, что его бизнес, репутация, финансы и безопасность находятся под угрозой. Он сталкивается с облившей его в ресторане неловкой официанткой Кристиной, которая что-то знает про Игру. Николас связывается с полицией, чтобы расследовать деятельность CRS, но та находит офис заброшенным; хозяин здания утверждает, что помещение давно никто не использовал.
В конце концов, перед Николасом возникает Конрад. Брат просит прощения, он рассказывает, что тоже подвергся нападению CRS. Не зная, где ещё искать помощь, Николас находит жилище Кристины. Кристина незаметно сообщает Николасу, что за ними непрерывно наблюдают. Рассвирепевший Николас разбивает камеру слежения, и вооружённые боевики CRS открывают огонь и начинают штурм дома Кристины. Николас и Кристина вынуждены бежать. Кристина говорит Николасу, что CRS истощил его финансовые счета, используя психологические тесты, чтобы угадать его пароли. В панике Николас в присутствии Кристины набирает номер своего банка, называет секретный код, чтобы проверить баланс своего счёта, и слышит: все деньги выведены, на счетах ничего не осталось. Ван Ортон начинает доверять Кристине, но быстро понимает, что в её квартире была подготовлена инсценировка, она является сотрудником CRS и накачала его наркотиками. Уже теряя сознание, он слышит признание Кристины: на самом деле она — часть большой аферы, и он совершил фатальную ошибку, назвав вслух свой проверочный код…
Николас просыпается и обнаруживает себя заживо погребённым на кладбище в Мексике без документов и денег. Выбравшись из склепа, он, не найдя поддержки в американском посольстве, продаёт свои золотые часы, чтобы добраться домой в Сан-Франциско автостопом с дальнобойщиком. По возвращении Ван Ортон обнаруживает на воротах своего особняка объявление о выставлении на аукцион, бо́льшая часть его имущества изъята. В гостинице, где живёт Конрад, ему сообщают, что брат из-за нервного срыва помещён в психиатрическую больницу. Проникнув в собственный дом, Николас достает из тайника револьвер и обращается за помощью к своей бывшей жене, назначив ей встречу в случайном баре. Разговаривая с женой и извиняясь за своё пренебрежительное обращение, он краем глаза видит экран работающего в баре телевизора и внезапно обнаруживает, что Джим Фейнгольд, сотрудник CRS, проводивший с ним психологические тесты, — просто актёр, снимающийся в телевизионной рекламе. Николас выслеживает Фейнгольда во время прогулки с детьми в зоопарке и заставляет его провести себя в реальный офис CRS, где обнаруживает всех актёров, занятых в Игре, и берет в заложники Кристину. Ван Ортон требует, чтобы его проводили к лидеру CRS. Атакованный службой безопасности CRS, Николас уводит Кристину на крышу здания и запирает за ними дверь; охранники начинают прорезать её автогеном. Кристина внезапно с ужасом понимает, что револьвер Николаса не реквизит из Игры (оказывается, предполагалось, что он отберёт пистолет у «охранника»), а настоящее оружие. Она отчаянно пытается убедить Ван Ортона, что «заговор» вокруг него — это мистификация, фикция, которая является частью Игры, что его финансы не тронуты, все происшедшие с ним катастрофы были подстроены и тщательно подстрахованы, у неё дома стреляли холостыми, а семья и друзья во главе с братом ждут Николаса по другую сторону двери с шампанским, чтобы поздравить его с днём рождения, но он отказывается ей верить.
Дверь распахивается, и обезумевший Николас стреляет в первого вошедшего — им оказывается Конрад с открытой бутылкой шампанского, которую эффектно разбивает пуля. «Он мёртв. Пошутили…» — произносит потрясённый Фейнгольд. Он и Кристина, оставшиеся на опустевшей крыше с Ван Ортоном и трупом Конрада, с ужасом констатируют: вся подготовка, все репетиции насмарку, и их всех ждёт тюрьма. Опустошённый горем, Николас бредёт к краю крыши и бросается вниз. Как когда-то его отец…
И, пробив стеклянную крышу банкетного зала, благополучно приземляется на заранее подготовленную страховочную подушку на глазах потрясённых гостей. «Удачно, что вы сами прыгнули, а то я должен был столкнуть вас», — говорит ему улыбающийся Фейнгольд.
Финальная сцена показывает блестяще организованное и весьма многолюдное — оказывается, если хорошенько приглядеться, вокруг нелюдимого Николаса Ван Ортона достаточно много приятных и дорогих ему людей — празднование дня рождения Николаса, и Конрад, живой и невредимый, поздравляет брата вместе с актёрами из CRS, которыми оказываются абсолютно все, кто ему встречался с момента начала Игры: банкиры, случайные попутчики, таксисты, охранники, бандиты. Конрад подписывает и демонстрирует Николасу огромный счёт за услуги CRS, и тот сам предлагает разделить расходы пополам.
Ведь CRS выполнила обещанное — Николас изменился и, как представляется ему самому, явно к лучшему. «Прежнему» Николасу Ван Ортону наверняка показалась бы дикой сама мысль о том, что он способен сбежать с собственного дня рождения, чтобы выпить чашечку кофе в аэропорту, провожая Кристину (на самом деле, её имя Клэр) в Австралию, на новую Игру.

## В ролях
| Актёр              | Роль              |
| ------------------ | ----------------- |
| Майкл Дуглас       | Николас ван Ортон |
| Шон Пенн           | Конрад ван Ортон  |
| Джеймс Ребхорн     | Джим Фейнголд     |
| Дебора Кара Ангер  | Кристина / Клэр   |
| Кэролайн Барклай   | Мэгги             |
| Питер Донат        | Сэмюэл Сазерленд  |
| Кэрролл Бейкер     | Ильза             |
| Чарльз Мартине     | отец Николаса     |
| Анна Катарина      | Элизабет          |
| Томми Флэнаган     | Адвокат/Таксист   |
| Спайк Джонз        |                   |
| Армин Мюллер-Шталь | Энсон Баэр        |
| Линда Манц         | Соседка Кристины  |

## Критика
На сайте-агрегаторе рецензий Rotten Tomatoes у фильма 66 рецензий критиков, 77% из которых положительные, средний балл составляет 7,4/10. Консенсус сайта гласит: «Концовку можно было бы немного доработать, но в остальном это ещё один блестящий пример железного контроля Дэвида Финчера над атмосферой и повествованием» . Средняя зрительская оценка составляет 4 звезды из 5, 84% зрителей оценили фильм на 3,5 и более звезды. На IMDb, где оценки оставляют зрители, а не критики, средний балл 7,7/10 на основании более чем 400 тысяч оценок.  
Кинокритик Роджер Эберт оценил фильм на 3,5 звезды из 4, назвав сюжет «изобретательным и умным», а Майкла Дугласа - «подходящим актёром для этой роли». 

## Номинация
- 1998 — Премия Сатурн в категории Лучший Action / приключенческий фильм / триллер